# 구룡면
구룡면(九龍面)은 대한민국 충청남도 부여군의 면이다.

## 개요
구룡면은 부여군의 서쪽에 위치하여 북쪽으로 은산면, 남쪽으로는 남면, 서쪽으로는 홍산면, 동쪽으로는 규암면을 접하고 있으며, 넓은 구룡평야에 위치한 전형적인 농촌마을이며, 많은 일조량과 풍부한 강수량, 그리고 비옥한 토지에서 딸기, 밤, 수박, 쌀 등 품질좋은 농산물을 많이 생산하는 고장이다.

## 행정 구역
- 태양리(太陽里): 행정복지센터 소재지.
- 구봉리(九鳳里)
- 금사리(金寺里)
- 논티리(論峙里)
- 동방리(東芳里)
- 용당리(龍塘里)
- 주정리(舟亭里)
- 죽교리(竹橋里)
- 죽절리(竹節里)
- 현암리(玄巖里)

## 교통
- 서천공주고속도로
- 국도 제4호선
- 국도 제40호선
- 지방도 제723호선

## 교육
- 구룡초등학교
- 용당초등학교
- 용강중학교